# A Menina das Nuvens
A Menina das Nuvens é uma Aventura Musical em 3 atos do compositor Heitor Villa-Lobos com libreto de Lúcia Benedetti, com primeira apresentação no Theatro Municipal do Rio de Janeiro em 29 de novembro de 1960. A ópera foi dedicada a sua segunda esposa Mindinha.

## Personagens
| Menina      | soprano lírico |
| Corisco     | barítono agudo |
| Tempo       | baixo          |
| Variável    | barítono       |
| Marchinha   | bailarina      |
| Mãe         | contralto      |
| Anita       | soprano        |
| Soldado     | baixo cantante |
| Rainha      | meio-soprano   |
| Corisquinho | tenor          |
| Lua         | meio-soprano   |
| Príncipe    | tenor          |